# Paratachys vermilis
Paratachys vermilis är en skalbaggsart som beskrevs av Thomas Casey. Paratachys vermilis ingår i släktet Paratachys och familjen jordlöpare. Inga underarter finns listade i Catalogue of Life.